# Jesse Carrasquedo Jr.
Jesse Alejandro Carrasquedo Parada, mais conhecido como Jesse Carrasquedo Jr. (León, 27 de abril de 2007) é um automobilista mexicano que atualmente está competindo na Eurocup-3 com a equipe Campos Racing e no Campeonato de Fórmula 3 da FIA com a equipe Hitech TGR.

## Biografia
Jesse Alejandro Carrasquedo Parada nasceu em León, cidade do estado mexicano de Guanajuato. Membro de longa data da Escuderia Telmex, foi treinado ao longo de sua carreira por Antonio e Sergio Pérez. Por conta de sua carreira, ele se mudou para os Estados Unidos, e aos treze, foi para a Europa. Desde 2023, faz parte da All Road Management.
Jesse sofre de fagofobia e ansiedade, tendo se ausentado brevemente das corridas por conta de uma crise. Nesse período, ele retornou ao México para seguir com sua "vida normal", mas acabou voltando ao automobilismo por incentivo de Toño Pérez, o pai de Sergio.

## Carreira

### Kart
Carrasquedo começou a praticar kart aos cinco anos de idade, competindo principalmente em eventos no México e nos EUA antes de estrear internacionalmente em 2016.  Um ano depois, Carrasquedo começou a correr na Europa sob o comando de Jonathan Thonon. Ele passou seis anos como piloto da Parolin, durante os quais terminou em quinto lugar na Final Internacional da Rok Cup de 2020 na classe Junior Rok. Seguiu no cartismo até 2021.

### Fórmula 4
No final de 2020, Carrasquedo testou máquinas de Fórmula 4 para a MOL Racing no Circuito de Navarra. Pouco depois, fez sua estreia em monopostos no Campeonato Dinamarquês de Fórmula 4 pela FSP Racing, começando a partir da segunda rodada da temporada em Padborg Park. Carrasquedo conquistou sua primeira vitória em sua primeira corrida, após a desqualificação de Juju Noda. Venceu novamente na terceira e última prova do fim de semana. Carrasquedo retornou à F4 Dinamarquesa para a quarta rodada da temporada, mais uma vez em Padborg Park, mas depois de pular a largada na terceira corrida e ignorar a bandeira preta, ele foi excluído de todas as três corridas.

Tendo ingressado na Campos Racing Academy em 2021, Carrasquedo permaneceu com eles para correr no Campeonato Espanhol de Fórmula 4 no ano seguinte. Depois de ter conseguido um 16º lugar como melhor resultado na terceira corrida da primeira rodada em Algarve, Carrasquedo ficou de fora das quatro rodadas seguintes devido à fagofobia, sendo substituído por Charlie Wurz em Jerez, com Manuel Espírito Santo assumindo o bólido a partir de Valência. O mexicano voltou a correr em agosto daquele ano, competindo em uma rodada única no Campeonato NACAM de Fórmula 4 em Puebla, vencendo duas das três corridas e terminando em segundo na segunda corrida. Seu retorno ao campeonato espanhol aconteceu no final de setembro, substituindo Filip Jenic antes da penúltima rodada da temporada em Navarra. Depois de não terminar entre os 20 primeiros nas duas últimas rodadas da F4 Espanhola, Carrasquedo fez uma aparição única no Campeonato Italiano de Fórmula 4 em Mugello pela Monlau Motorsport.

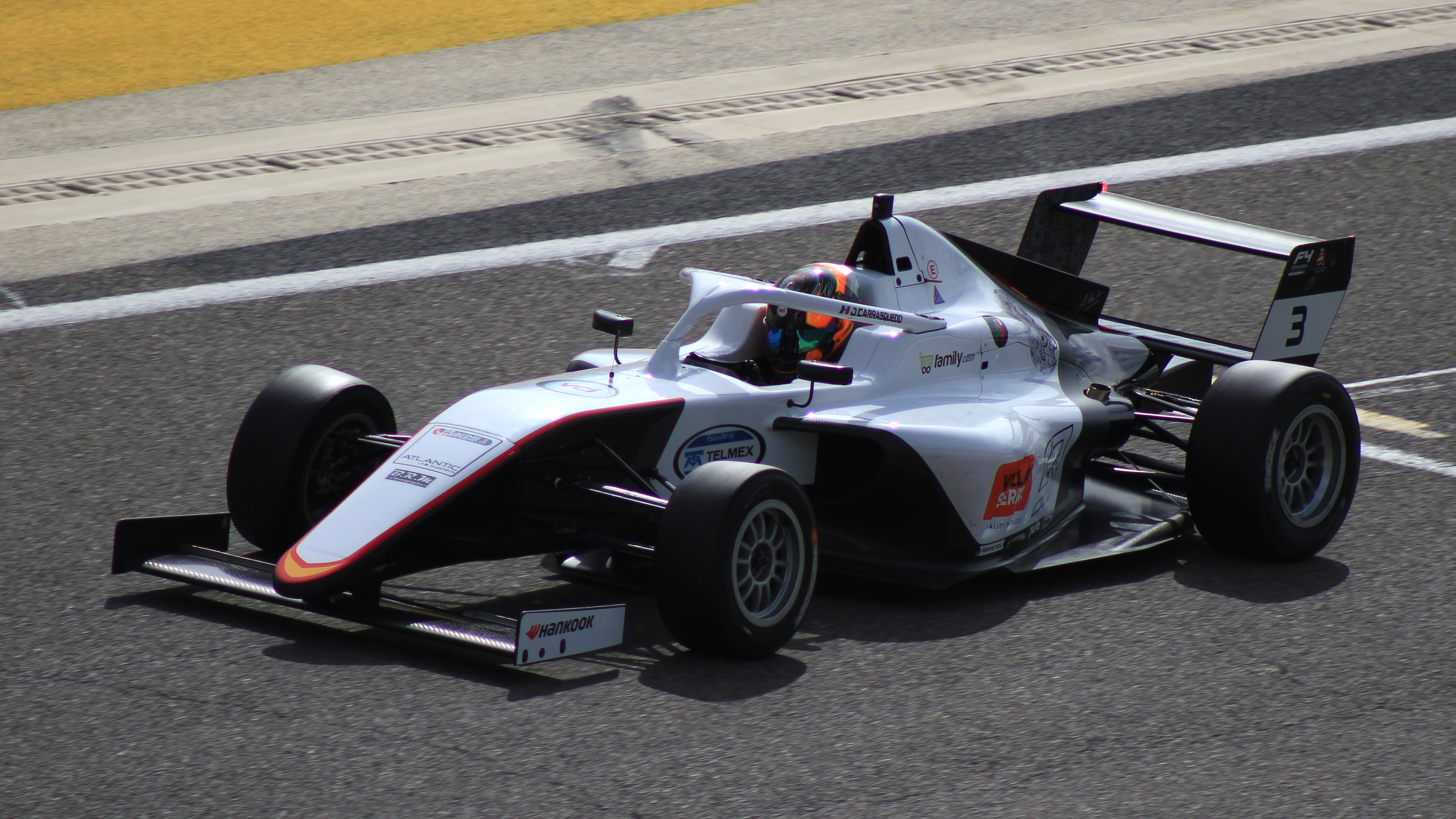
Carrasquedo na etapa de Spa da F4 Espanhola de 2023

Em 2023, Carrasquedo começou competindo no Campeonato de Fórmula 4 dos Emirados Árabes Unidos pela R-ace GP. Depois de marcar 20 pontos, que incluíram como melhor resultado um quinto lugar na terceira corrida em Dubai, Carrasquedo retornou à F4 Espanhola com a Campos Racing, no qual pontuou apenas uma vez, com um oitavo lugar na primeira corrida da segunda rodada em Aragón, se classificando em 19º lugar. Em 2023, Carrasquedo também competiu na rodada de abertura da Fórmula 4 Italiana pela BVM Racing em Imola, obtendo como melhor resultado um décimo lugar na segunda corrida, em apenas sua segunda aparição no campeonato.

### Eurocup-3
Em 2023, Carrasquedo fez uma aparição única na temporada inaugural da Eurocup-3, pilotando pela equipe GRS em Zandvoort, e obtendo como melhor resultado um 12º lugar na segunda corrida.
Em julho de 2024, Carrasquedo se juntou à Campos Racing para correr na Eurocup-3 pelo resto do ano. Correndo nas últimas cinco rodadas da temporada, Carrasquedo conquistou seu primeiro pódio ao terminar em terceiro na segunda corrida em Le Castellet, antes de conquistar sua primeira vitória na série duas rodadas depois em Aragón.
Carrasquedo permaneceu na Campos Racing até 2025, competindo nas temporadas de inverno e principal da Eurocup-3. Na Winter Series, Carrasquedo pontuou em quatro das oito provas disputadas, tendo como melhor resultado um segundo lugar na corrida 1 de Aragón, e terminou em oitavo, com 42 pontos.

### Fórmula Regional

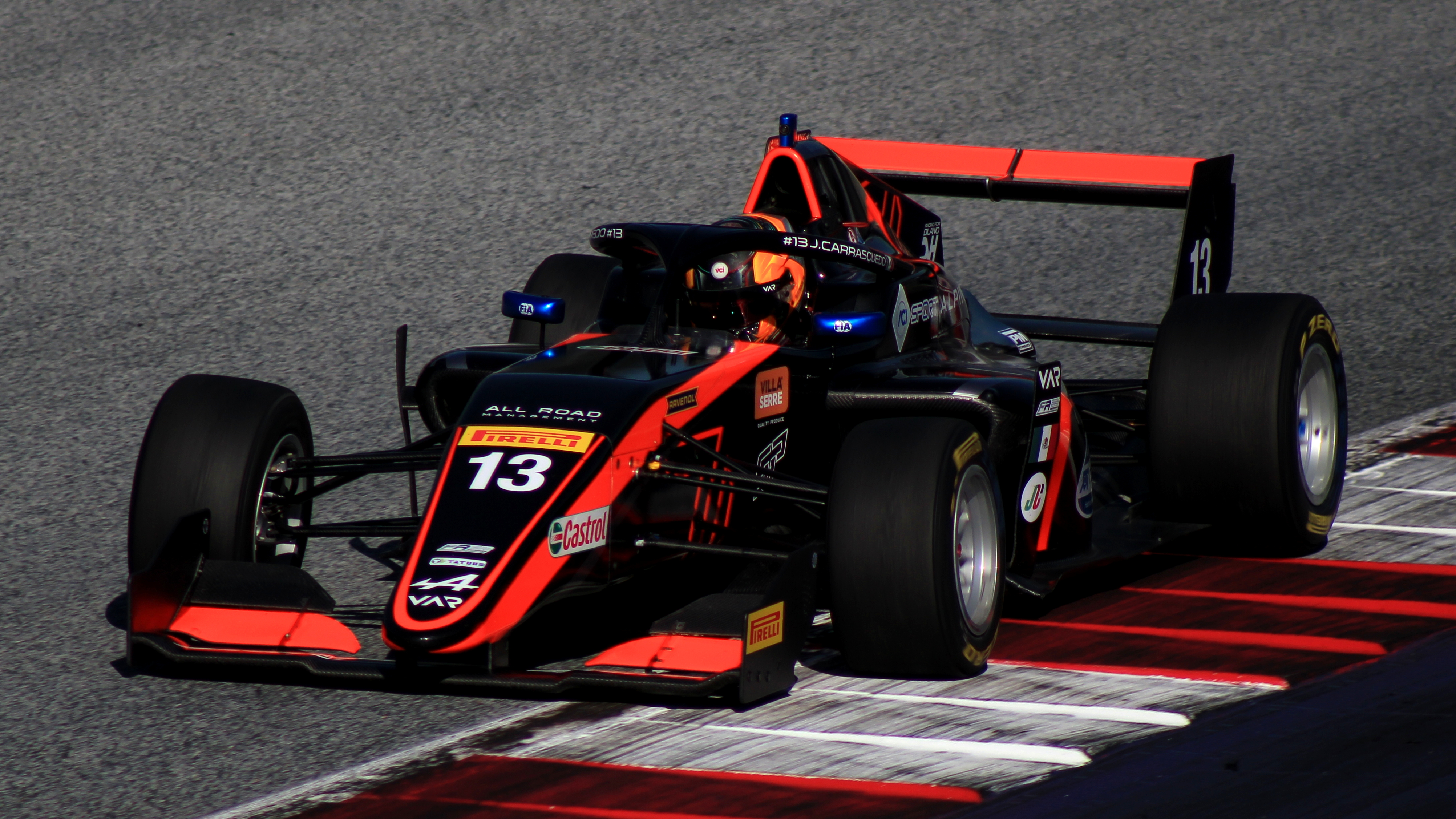
Carrasquedo na etapa do Red Bull Ring da Fórmula Regional Europeia de 2023

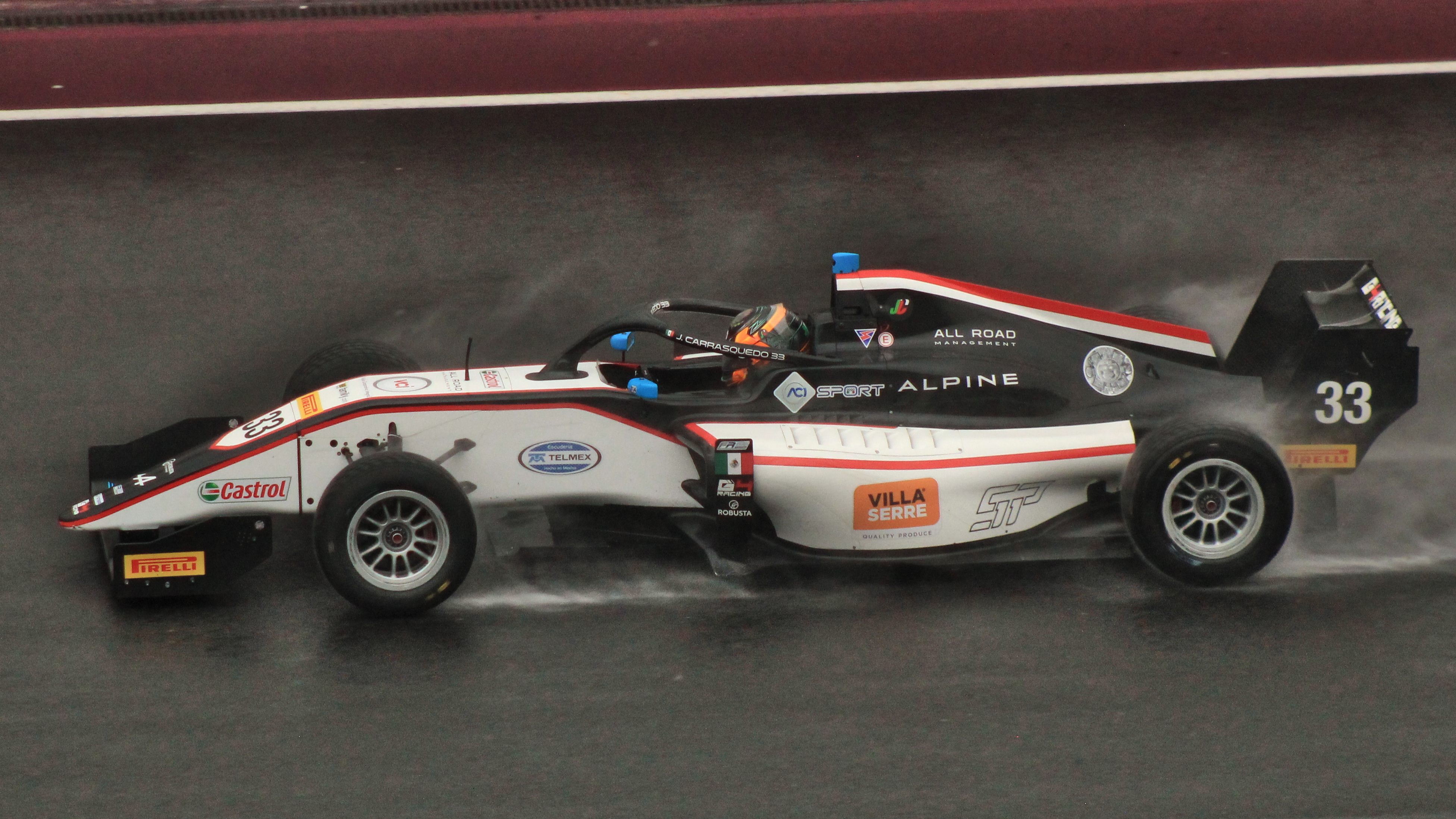
Carrasquedo na etapa de Hungaroring da Fórmula Regional Europeia de 2024

Em 2023, Carrasquedo mudou para o Campeonato de Fórmula Regional Europeia, substituindo Joshua Dufek na Van Amersfoort Racing. Correndo nas etapas do Red Bull Ring e Monza, Carrasquedo obteve como melhor resultado um 23º lugar na corrida 1 da Áustria.
Em 2024, Carrasquedo juntou-se à R-ace GP para correr na Fórmula Regional do Oriente Médio durante o inverno, antes de se mudar para a G4 Racing pelo resto do ano, competindo na Fórmula Regional Europeia. Na FRMEC, Carrasquedo só conseguiu marcar como melhor resultado o 11º lugar na corrida de grid invertido na segunda rodada de Yas Marina, se classificando em 25º lugar, sem pontos. Já na FRECA, Carrasquedo disputou apenas quatro rodadas com a G4 Racing, com seu melhor resultado sendo um 19º lugar na segunda corrida em Hockenheimring. O mexicano foi substituído por Álvaro Cho e se classificou em 33º lugar, sem nenhum ponto. 
Para 2025, Carrasquedo participou de etapas selecionadas do Campeonato de Fórmula Regional do Oriente Médio pela Pinnacle Motorsport. Ele conquistou um pódio ao terminar em terceiro na terceira corrida na abertura da temporada em Yas Marina, se classificando em 15º lugar, com 41 pontos.

### Fórmula 3
Em 2024, Carrasquedo participou dos testes de pós-temporada do Campeonato de Fórmula 3 da FIA em Jerez com a Van Amersfoort Racing. Seis meses depois, em 28 de maio de 2025, foi anunciado que Carrasquedo substituiria Joshua Dufek na Hitech TGR antes da quinta rodada do Campeonato de Fórmula 3 de 2025, com ele estando programado para correr  em Barcelona e Spielberg.

### Fórmula 1
No final de 2022, Carrasquedo participou da Final Mundial de Scouting da Ferrari.

## Resultados

### Resumo da carreira
| Temporada | Categoria                         | Equipe                 | Corridas | Vitórias | Poles | V.M.R. | Pódios | Pontos | Posição |
| --------- | --------------------------------- | ---------------------- | -------- | -------- | ----- | ------ | ------ | ------ | ------- |
| 2021      | Fórmula 4 Dinamarquesa            | FSP Racing             | 3        | 2        | 0     | 1      | 2      | 62     | 11º     |
| 2022      | Fórmula 4 Espanhola               | Campos                 | 9        | 0        | 0     | 0      | 0      | 0      | 32º     |
| 2022      | Fórmula 4 NACAM                   | SP Driver Academy Team | 3        | 2        | 0     | 3      | 3      | 68     | 9º      |
| 2022      | Fórmula 4 Italiana                | Monlau Motorsport      | 3        | 0        | 0     | 0      | 0      | 0      | 42º     |
| 2023      | Fórmula 4 Emiradense              | R-ace GP               | 15       | 0        | 0     | 1      | 0      | 20     | 18º     |
| 2023      | Fórmula 4 Italiana                | BVM Racing             | 3        | 0        | 0     | 0      | 0      | 1      | 25º     |
| 2023      | Fórmula 4 Espanhola               | Campos Racing          | 21       | 0        | 0     | 0      | 0      | 4      | 19º     |
| 2023      | Eurocup-3                         | GRS Team               | 2        | 0        | 0     | 0      | 0      | 0      | 22º     |
| 2023      | Fórmula Regional Europeia         | Van Amersfoort Racing  | 4        | 0        | 0     | 0      | 0      | 0      | 42º     |
| 2024      | Fórmula Regional do Oriente Médio | R-ace GP               | 14       | 0        | 0     | 0      | 0      | 0      | 25º     |
| 2024      | Fórmula Regional Europeia         | G4 Racing              | 8        | 0        | 0     | 0      | 0      | 0      | 33º     |
| 2024      | Eurocup-3                         | Campos Racing          | 10       | 1        | 1     | 1      | 2      | 80     | 8º      |
| 2025      | Fórmula Regional do Oriente Médio | Pinnacle Motorsport    | 9        | 0        | 0     | 0      | 1      | 41     | 15º     |
| 2025      | Eurocup-3 Winter Series           | Griffin Core by Campos | 8        | 0        | 0     | 0      | 1      | 41     | 8º      |
| 2025      | Eurocup-3                         | Griffin Core by Campos | 2        | 0        | 0     | 0      | 0      | 6*     | 10º*    |
| 2025      | Fórmula 3                         | Hitech TGR             | 0        | 0        | 0     | 0      | 0      | 0*     | TBD*    |
| Fontes:   |                                   |                        |          |          |       |        |        |        |         |

(*) Temporada em andamento.